# NGC 7225
NGC 7225 é uma galáxia espiral (S0-a/P) localizada na direcção da constelação de Piscis Austrinus. Possui uma declinação de -26° 08' 54" e uma ascensão recta de 22 horas, 13 minutos e 07,8 segundos.
A galáxia NGC 7225 foi descoberta em 30 de Julho de 1834 por John Herschel.